# Evangelische Kirche Hornel

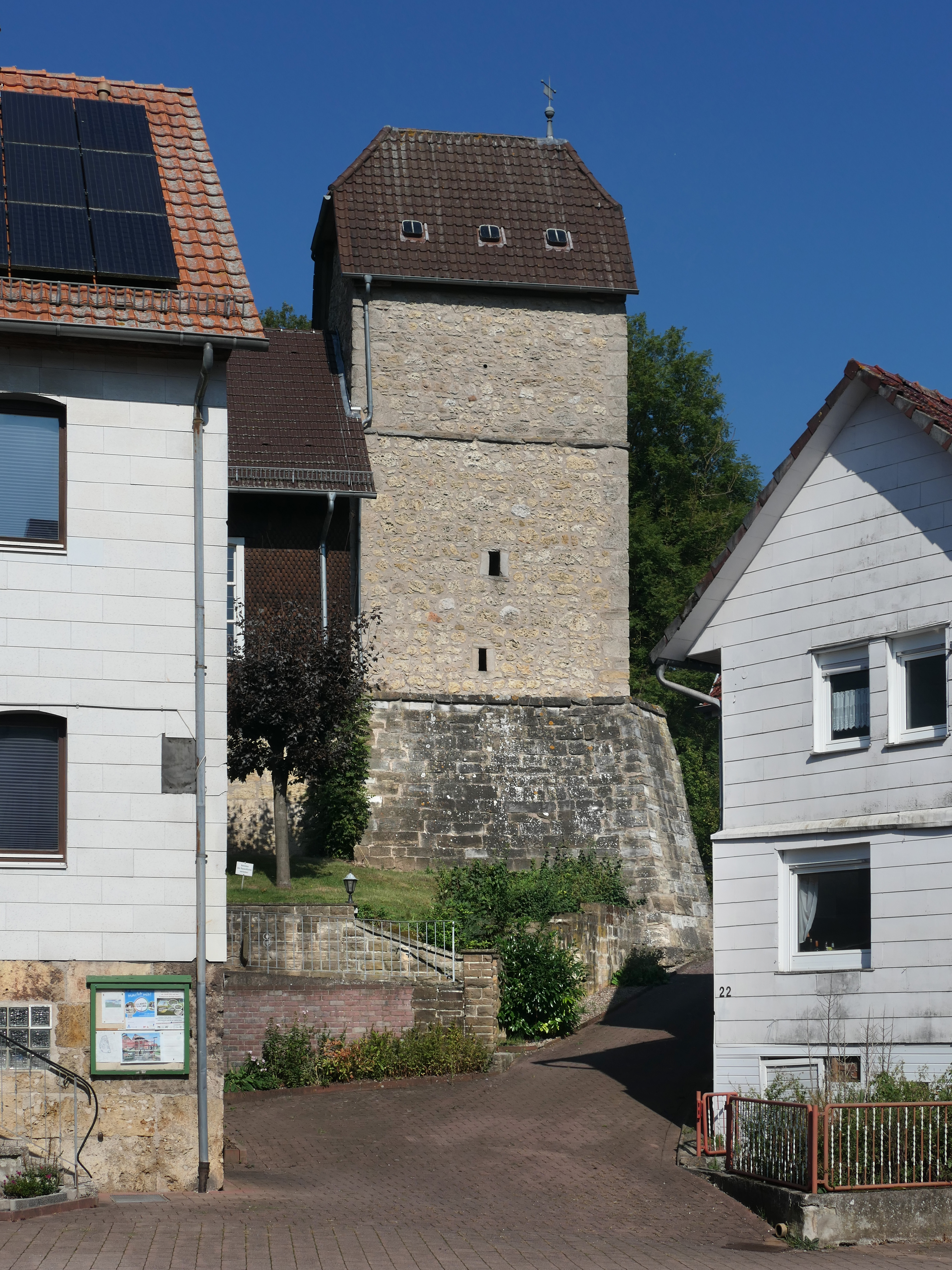
Kirchturm mit Stützmauer von Süden

Die auf einer erhöhten Stelle in der Dorfmitte am Fuße des Schottenbergs stehende Evangelische Kirche Hornel ist ein denkmalgeschütztes Gebäude in Hornel, einem Ortsteil der Stadt Sontra im nordhessischen Werra-Meißner-Kreis. Die Kirchengemeinde bildet mit den Gemeinden Sontra, Stadthosbach, Thurnhosbach und Weißenborn das Kirchspiel Sontra. In Sontra befindet sich auch der Sitz des Pfarramts. Mit den benachbarten Kirchspielen Berneburg, Ulfen und Wichmannshausen gehört es zum Kooperationsraum Sontraer Land im Kirchenkreis Werra-Meißner innerhalb der Evangelischen Kirche von Kurhessen-Waldeck im Sprengel Kassel.

## Geschichte
Erstmals wurde das Dorf im Jahr 1297 als Harnayl in einer Urkunde erwähnt, mit der die Brüder Reinhard und Henricus, Vögte aus Sontra, zugunsten des Klosters Germerode auf zwei Hufen (rund 60 Morgen) in der Gemarkung von Hornel verzichten. Die Brüder hatten es als Lehen von der Äbtissin des Cyriakusstiftes Eschwege erhalten, das bis zu seiner Auflösung nach Einführung der Reformation in Hessen Besitz in Hornel besaß. Der Name des Dorfes hatte in den Urkunden verschiedene Schreibweisen, wie Harnal, Harnagel, Harnayll und Harnol, bis es erstmals im Jahr 1747 im Dorfbuch der Landgrafschaft Hessen-Cassel Hornel genannt wurde.
Im 18. und 19. Jahrhundert wurde das Kirchenschiff baufällig. Bis zum Neubau mussten die Menschen aus Hornel nach Berneburg zum Gottesdienst gehen. Die Kirchengemeinde Hornel war von 1585 Filial von Berneburg und blieb es bis 1840, seitdem ist die Muttergemeinde Sontra.
Im Zusammenhang mit der erneuten Aufnahme des Kupferschieferbergbaus im Richelsdorfer Gebirge wurde Hornel am 1. Oktober 1938 an die Stadt Sontra angegliedert.

## Kirchengebäude

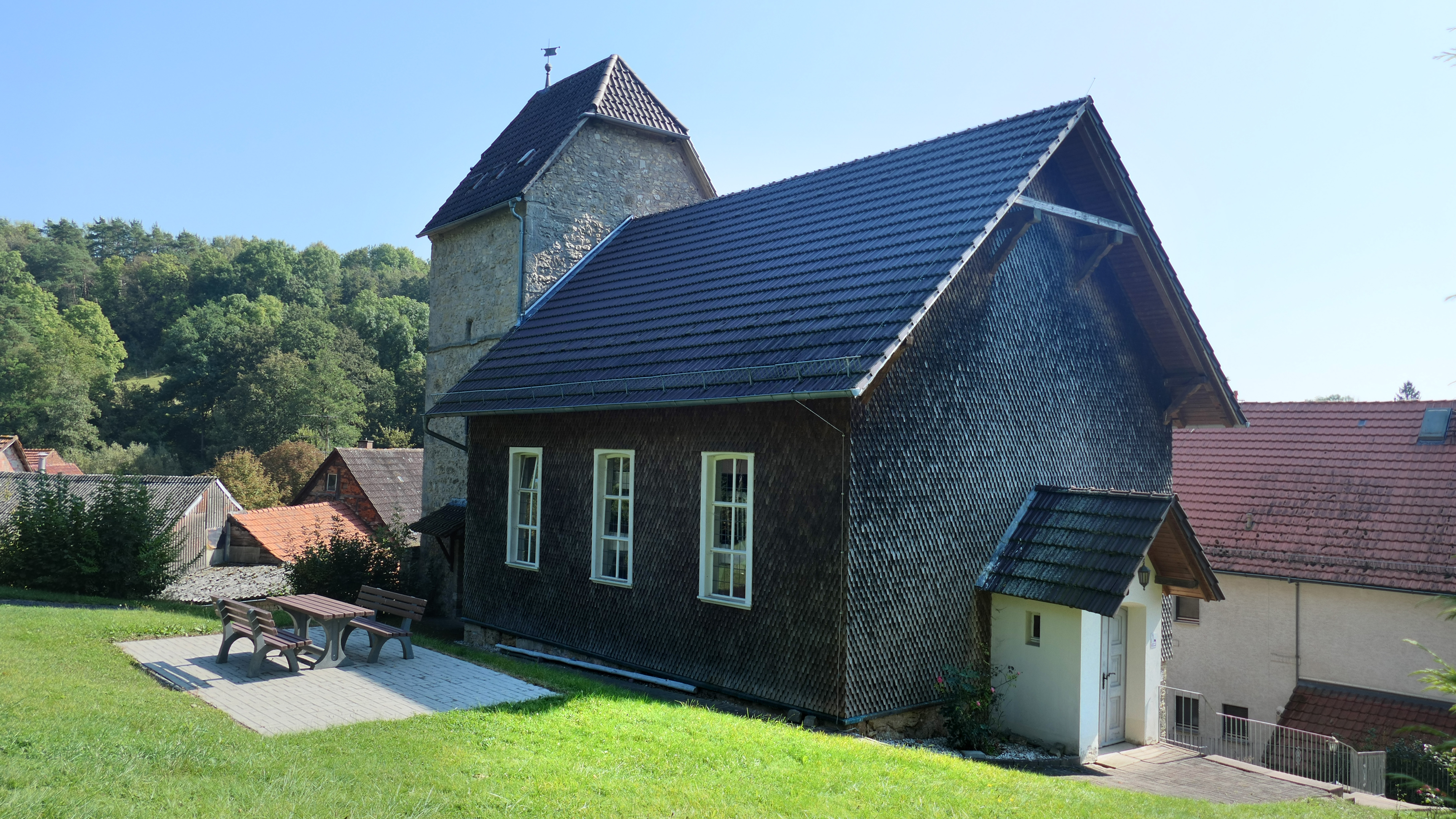
Die evangelische Kirche von Nordwesten aus gesehen

Die das Ortsbild prägende Kirche besteht aus einem spätgotischen massiven Wehrturm und einem angefügten Kirchenschiff. Zu den ältesten Teilen der Kirche gehört der Turm, seine genaue Bauzeit ist unbekannt. Die dicken Mauern und die klein gehaltenen hoch liegenden Schlitzscharten betonen den wehrhaften Charakter und lassen vermuten, dass die Bevölkerung in früheren Notzeiten hier Zuflucht finden konnte. Einst soll der Turm auch als Kornspeicher des Klosters Cornberg gedient haben. In späteren Zeiten wurde er immer wieder überarbeitet und verändert. Nach einer Renovierung in den 1980er Jahren wurde der Kirchturm mit einer Kühlvitrine ausgestattet und wird als Ersatz für die in Hornel nicht vorhandene Leichenhalle genutzt.
Um den Turm, dessen Mauerwerk ein Krüppelwalmdach bedeckt, vor dem Einsturz zu bewahren, wurde er mit einer starken, mehr als fünf Meter hohen Stützmauer umgeben. Das mit dunklen Holzschindeln verkleidete Fachwerkschiff wurde im Jahr 1822 errichtet.

## Kircheninneres
Der Innenraum ist ein schlichter Saal mit abschließender kassettierter Decke und einer dreiseitig umlaufenden Empore, zu der zwei Treppen führen. Der erhöhte Altarraum wird umgeben von der Kanzel und den Pfarrständen, die die hierarchische Struktur des Ortes zur Zeit der Erbauung des Schiffes verdeutlichen. In dem hölzernen nach oben offenen Umbau saßen, den Blicken der Gemeinde entzogen, hinter durchbrochenen Holzfenstern Pfarrer, Kastenmeister, Kirchenvorsteher und die Kirchenältesten.
Es wird angenommen, dass die Orgel auf der Empore in den 1880er Jahren von der Orgelbauwerkstatt Möller aus Rotenburg an der Fulda gebaut wurde. Heute ist nur noch das Gehäuse aus dieser Zeit vorhanden. Das Innere wurde in den 1950er Jahren umgebaut oder ausgetauscht.

## Glocken
Die erste Glocke für den Turm wurde im Jahr 1775 von dem Allendörfer Glockengießer Justus Schreiber gegossen. Sie musste während des Ersten Weltkriegs abgeliefert werden und wurde eingeschmolzen. Nach Kriegsende ist sie durch das „Rinckerglöckchen“ ersetzt worden. Auf dieser Glocke aus dem Jahr 1921 von der Glockengießerei Rincker aus der mittelhessischen Gemeinde Sinn steht: „In schwerer Zeit“ und „Bete und arbeite“. In den 1950er Jahren erhielt die Gemeinde durch eine Spendenaktion ihr derzeitiges Dreiergeläut. Es wurden eine neue d-Glocke mit der Inschrift „Gott allein die Ehre“ und eine neue e-Glocke mit der Inschrift „Höre meine Stimme, wenn ich rufe“, ebenfalls von der Glockengießerei Rincker, eingebaut.

## Denkmalschutz

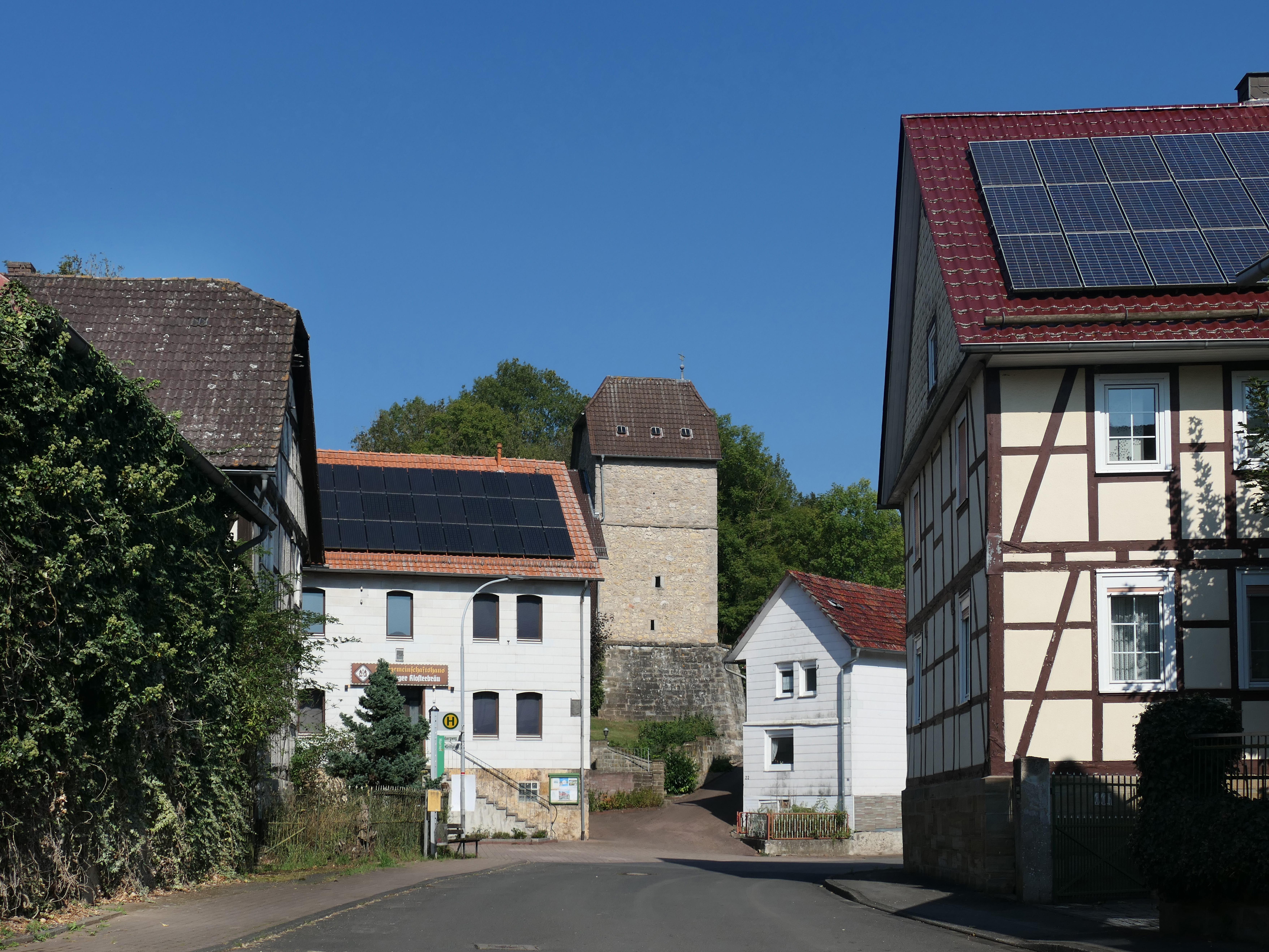
Kupferstraße und Kirche in Hornel

Wegen ihrer künstlerischen, geschichtlichen und städtebaulichen Bedeutung wird die Dorfkirche als Kulturdenkmal geschützt. Sie ist Teil der Gesamtanlage Hornel, die sich entlang der Kupferstraße erstreckt und deren Straßenbild von Hofanlagen geprägt wird. Dieser Bereich steht aus geschichtlichen Gründen unter Denkmalschutz. Im Denkmalverzeichnis des Landes Hessen hat die Kirche die Nummer 38585 und die Gesamtanlage Hornel die Nummer 38577.